# Austin Coleman
Austin Coleman (Fort Wayne, ...) è un ex giocatore di football americano statunitense che ha giocato come wide receiver.
Dopo aver giocato nei Saint Francis Cougars (militanti nella NAIA), ha partecipato al minicamp dei Seattle Seahawks, per poi trasferirsi alla squadra indoor dei Saginaw Sting. È quindi stato messo sotto contratto dagli Winnipeg Blue Bombers, e successivamente dai Danube Dragons, coi quali ha partecipato alla IFAF Europe Champions League 2016.